# Prince George (Schiff, 1682)
Die Prince George war ein 90-Kanonen-Linienschiff 2. Ranges der englischen und später britischen Marine, das von 1682 bis 1758 in Dienst stand.

## Geschichte

### Entwicklungsgeschichte und Bau
In Folge des Englisch-Niederländischen Krieges bzw. des Niederländisch-Französischen Krieges, in den 1670er Jahren, kam es zu einer starken Vergrößerung der niederländischen und französischen Marine. Daher wurde bei den Verantwortlichen in England die Gefahr gesehen, dass die Royal Navy zu einer minderbedeutenden Seemacht absteigen könnte. Durch den Secretary to the Admiralty Commission Samuel Pepys wurde daher im April 1675 ein Bauprogramm über 40 Schiffe in das englische Parlament eingebracht. Nach Änderungen, unter anderem Reduzierung auf 30 Schiffe, darunter neun 90-Kanonen-Schiffen, wurde das Flottenbauprogramm am 5. März 1677 gebilligt.
Die Abmessungen der Duke waren durch die Admiralität vorgegeben, aber die Bauausführung oblag dem Schiffbaumeister Thomas Shish. Das Schiff wurde nach seiner Bestellung vom 1. März 1678 durch diesen auf der Marinewerft in Woolwich (London) auf Kiel gelegt. Der Stapellauf erfolgte am 13. Juni 1682.
Entsprechende Gegenstücke anderer Marinen waren etwa die französische Foudroyant (Stapellauf 1691, 90 Kanonen, 51,00 m × 14,29 m × 6,50 m) oder die spanische Nuestra Señora de la Concepción y de las Ánimas (Stapellauf 1687, 90 Kanonen, 46,42 m × 12,92 m × 5,85 m).

### Einsatzgeschichte

#### Duke
Die Duke war bereits am 1. Juni 1682, also noch vor dem Stapellauf, durch Captain Sir Richard Haddock offiziell in Dienst gestellt worden. Bereits am 11. Juni wechselte das Kommando zu Captain Anthony Smith, welcher es den Rest des Jahres innehatte. Da der Unterhalt und die Bemannung dieser großen Kriegsschiffe aber in Friedenszeiten zu viele Ressourcen der Marine gebunden hätte, wurde die Duke anschließend aufgelegt.
Im Rahmen der Glorious Revolution in England 1688/89 wurde der katholische König Jakob II. abgesetzt und die englische Krone an dessen Tochter Maria und deren Ehemann Wilhelm III. von Oranien übergeben. Dies bedeutete, dass England im Rahmen des Pfälzischen Erbfolgekrieges zusammen mit den Niederlanden gegen Frankreich unter Ludwig XIV. Mobil machte. In dieser Situation wurde auch die Duke ausgerüstet.
Die Wiederindienststellung der Duke erfolgte noch im Frühjahr 1689 unter dem Kommando von Captain Edward Stanley. Sie diente anschließend als Flaggschiff von verschiedenen Admiralen wie Edward Russell und war an den Schlachten von Barfleur und Lagos beteiligt.
1697 wurde die Duke aufgelegt und am 13. Januar 1700 kam der Befehl zum Rebuild. Im Rahmen dieses Rebuilds wurde die Duke komplett zerlegt und durch den Schiffbauer Robert Shortis in der Marinewerft von Woolwich nach neuem Entwurf, unter Verwendung von alten Teilen, neu gebaut. Der Stapellauf erfolgte am 3. Dezember 1701 und am 31. Dezember wurde das Schiff, wahrscheinlich zu Ehren von Georg von Dänemark dem Gatten der englischen Thronfolgerin Prinzessin Anne, in Prince George umbenannt.

#### Prince George
Die Prince George wurde im Januar 1702, während des Spanischen Erbfolgekrieges als Flaggschiff für Rear-Admiral Peregrine Osborne in Dienst gestellt. Im Juni wurde sie Flaggschiff von Vice-Admiral Sir Thomas Hopsonn. Unter diesen war die Prince George am Versuch der Einnahme der südspanischen Stadt Cádiz (Schlacht bei Cádiz) im August und September 1702 beteiligt. Nach dem Scheitern dieser Operation wurde die Prince George am 19. Oktober nach England zurückgeschickt, wodurch sie nicht an der Seeschlacht bei Vigo nur wenige Tage später teilnahm. Nach dem Eintreffen des Schiffes im November in England wurde die Besatzung abgemustert bzw. ausgezahlt.
Im März 1703 erfolgte eine erneute Indienststellung unter Captain Stephan Martin und als Flaggschiff von Vice-Admiral Sir John Leake. Mit diesen unternahm die Prince George bis Januar 1707 mehrere Fahrten ins Mittelmeer. In diesem Zeitraum war das Schiff unter anderem im August 1704 an der Seeschlacht bei Vélez-Málaga beteiligt, wo sie 15 Tote und 57 Verwundete zu beklagen hatte. Nach diesen Einsätzen wurde die Besatzung abgemustert. Eine weitere kurzzeitige Indienststellung erfolgte von Februar bis Ende August 1709 in Chatham.
Bis 1719 wurde das Schiff in aufgelegt. Ab November 1719 bis zum erneuten Stapellauf am 3. September 1723 wurde die Prince George in der Marinewerft von Woolwich Rebuild. Da das Schiff aber nicht benötigt wurde, erfolgte keine Indienststellung. Die Baukosten betrugen 22.913 Pfund 14 Schilling und 3 Pence (siehe Pfund Sterling).

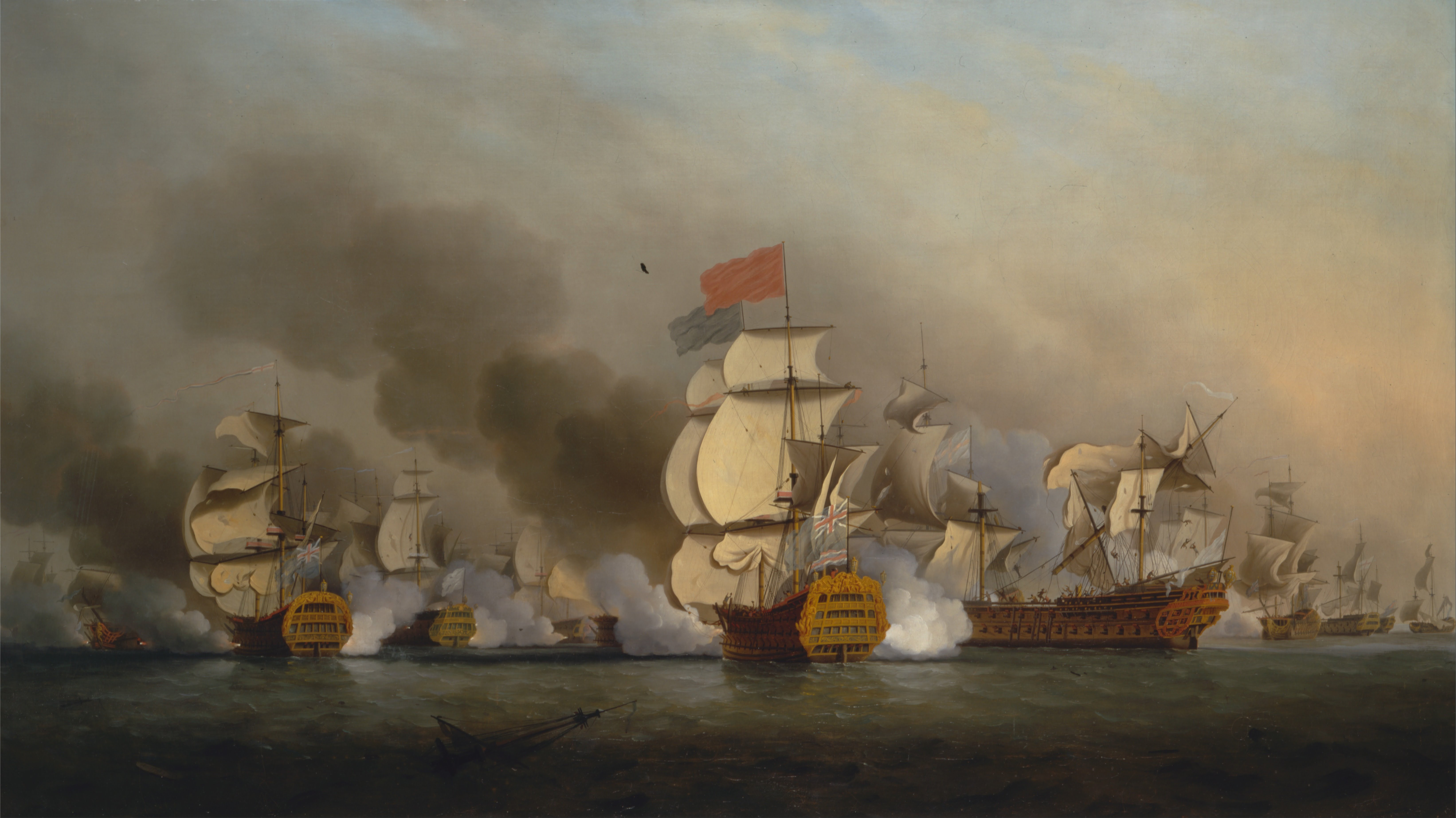
Erste Seeschlacht am Kap Finisterre, das Flaggschiff von Admiral Anson im Zentrum

Eine weitere Indienststellung erfolgte von November 1744 bis Juni 1748 im Rahmen des Österreichischen Erbfolgekrieges (1744–1748). In diesem Zeitraum war die Prince George als Flaggschiff der Vizeadmirale James Stewart und George Anson, neben dem allgemeinen Flottendienst im Mai 1747 an der Erste Seeschlacht am Kap Finisterre beteiligt. Hierbei besiegte eine aus 15 Linienschiffen bestehende britische Flotte, unter der Führung von Admiral Anson, eine aus acht Linienschiffen und sechs Fregatten bestehende französische Geleitzugsicherung.
Das nach dem Ende des Österreichischen Erbfolgekrieges im Rahmen der üblichen Flottenverkleinerung außer Dienst gestellte Schiff wurde mit Beginn des Konfliktes in Nordamerika (French and Indian War), einem Teilkonflikt des Siebenjährigen Krieges, im Februar 1755 wieder in Dienst gestellt. Bereits am 30. Januar 1755 wurde es aber zum Schiff 3. Ranges herabgestuft und die Bewaffnung auf 80 Kanonen reduziert. Dies geschah, da die Prince George nicht mehr den Größenanforderungen entsprach, welche an ein 90-Kanonen-Schiff gestellt wurden. Siehe dazu die Sandwich (90 Kanonen, Stapellauf 1759) und Princess Amelia (80 Kanonen, Stapellauf 1757). Das Schiff operierte anschließen in den Gewässern zwischen England und dem Mittelmeer, bis es im Juni 1757 für eine Überholung nach Portsmouth zurückkehrte. Diese Arbeiten wurden im Oktober 1757 abgeschlossen und verursachten Kosten von 9.513 Pfund 2 Schilling und 8 Pence.
Nach ihrer Überholung wurde die Prince George durch Captain Joseph Peyton geführt und war Flaggschiff von Rear-Admiral Thomas Brodrick. Mit diesen wurde sie ins Mittelmeer beordert. Auf dem Weg dorthin geriet das Schiff am 13. April 1758, im Gebiet der Biskaya, in Brand. Löschversuche scheiterten und schnell war das gesamte Schiff von den Flammen erfasst. Beim Untergang des Schiffes starben bzw. ertranken 485 der 745 Mann starken Besatzung.

## Technische Beschreibung

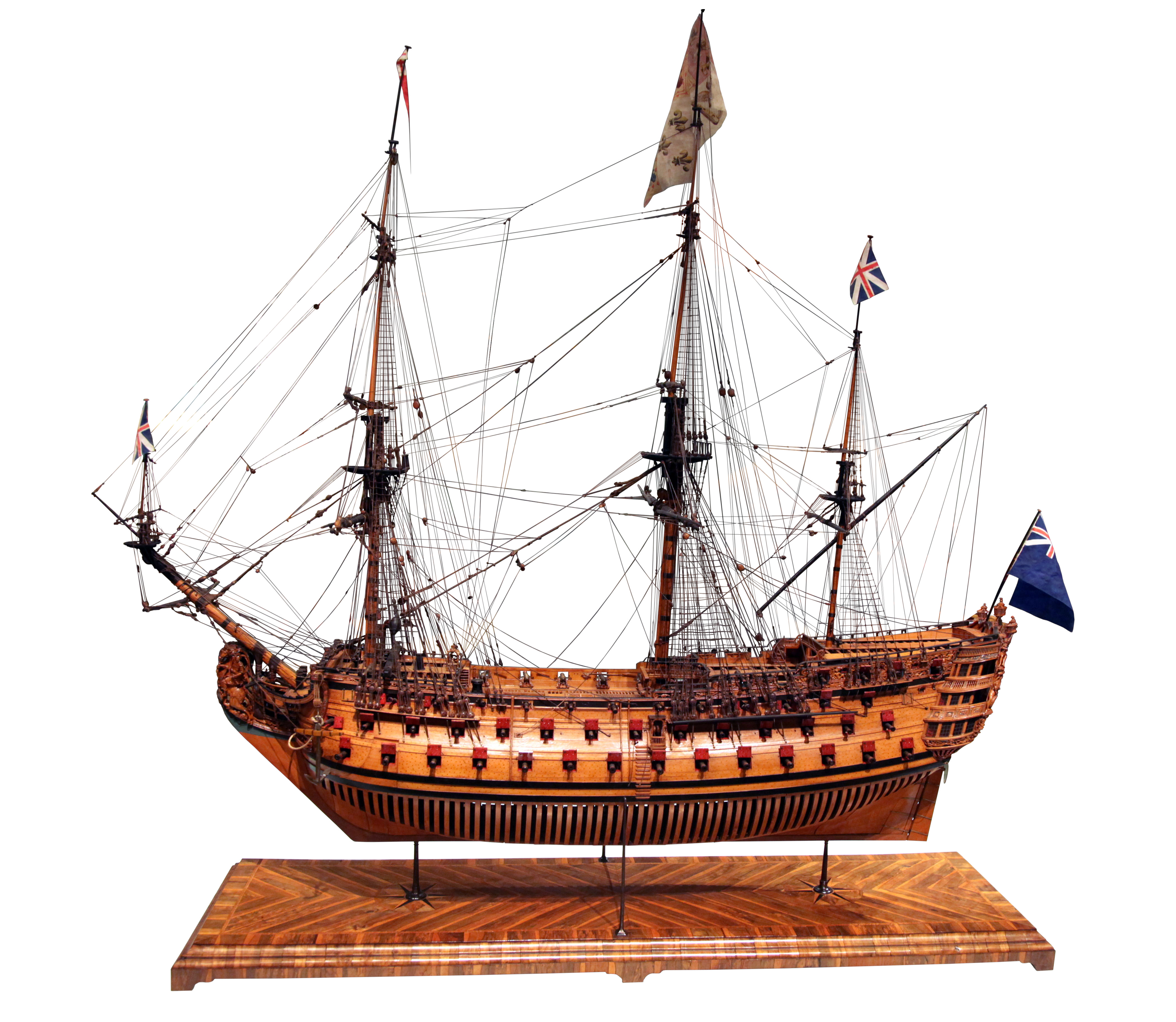
Modell eines britischen Dreidecker-Linienschiffes aus den 1710er Jahren

Die Duke bzw. Prince George war als Batterieschiff mit drei durchgehenden Geschützdecks konzipiert. Sie war ein Rahsegler mit drei Masten (Fockmast, Großmast und Kreuzmast). Lediglich am Kreuzmast befand sich auf der untersten Position (Unterbesansegel) ein Lateinersegel. Auf der Spitze des Bugspriets war zudem noch eine Mars und ein weiterer kleiner Mast, der Sprietmast angebracht, an dem ebenfalls noch ein kleines Rahsegel gesetzt werden konnte.
Der Rumpf schloss im Heckbereich mit einem Heckspiegel, in den Galerien integriert waren, die in die seitlich angebrachten Seitengalerien mündeten. Diese waren aus Repräsentationsgründen durch zeitspezifische Schnitzereien und Bildhauerarbeiten geschmückt. An der obersten Position des Heckspiegels befanden sich traditionell bis zu drei Hecklaternen. Die Beplankung des Schiffes war kraweel ausgeführt, das heißt, die Enden der Planken stießen stumpf aufeinander, sodass eine glatte Außenfläche entstand.
Da das Schiff im Laufe seines Lebens mehrmals Rebuild wurde, variieren die Schiffsmaße:
|         | Länge (Batteriedeck) | Länge (Kiel) | Breite  | Tiefgang | Vermessung           |
| ------- | -------------------- | ------------ | ------- | -------- | -------------------- |
| Design  | 48,77 m              | 38,41 m      | 13,47 m | 5,49 m   | 1362 01⁄94 tons (bm) |
| ab 1701 | 49,38 m              | 39,93 m      | 13,72 m | 5,51 m   | 1421 63⁄94 tons (bm) |
| ab 1723 | 49,99 m              | 40,85 m      | 14,35 m | 5,49 m   | 1586 16⁄94 tons (bm) |

## Bewaffnung
Die Bewaffnung bestand im Laufe ihrer Dienstzeit aus 80 bis 96 Kanonen, wobei auch das Kaliber der Geschütze variieren konnte.
|        | Unteres Batteriedeck | Mittleres Batteriedeck | Oberes Batteriedeck | Backdeck      | Achterdeck     | Poopdeck      | Kanonen (Geschossgewicht) |
| ------ | -------------------- | ---------------------- | ------------------- | ------------- | -------------- | ------------- | ------------------------- |
| Design | 26 × Demi-Cannon     | 26 × Culverin          | 26 × Saker          | –             | 10 × Saker     | 2 × 3-Pfünder | 90 Kanonen (341,03 kg)    |
| 1701   | 26 × 32-Pfünder      | 26 × 18-Pfünder        | 26 × 9-Pfünder      | 4 × 6-Pfünder | 12 × 6-Pfünder | 2 × 6-Pfünder | 96 Kanonen (372,32 kg)    |
| 1726   | 26 × 32-Pfünder      | 26 × 18-Pfünder        | 26 × 9-Pfünder      | 2 × 6-Pfünder | 10 × 6-Pfünder | –             | 90 Kanonen (364,16 kg)    |
| 1755   | 26 × 32-Pfünder      | 26 × 18-Pfünder        | 24 × 9-Pfünder      | –             | 4 × 6-Pfünder  | –             | 80 Kanonen (349,195 kg)   |

## Besatzung
Die Besatzung hatte bei Indienststellung eine Stärke von 660 Mann (Offiziere und Unteroffiziere bzw. Mannschaften). Nach ihrem Rebuilds erhöhte sich diese auf 680 Mann ab 1701 und 750 Mann ab 1723.

### Liste der Kommandanten

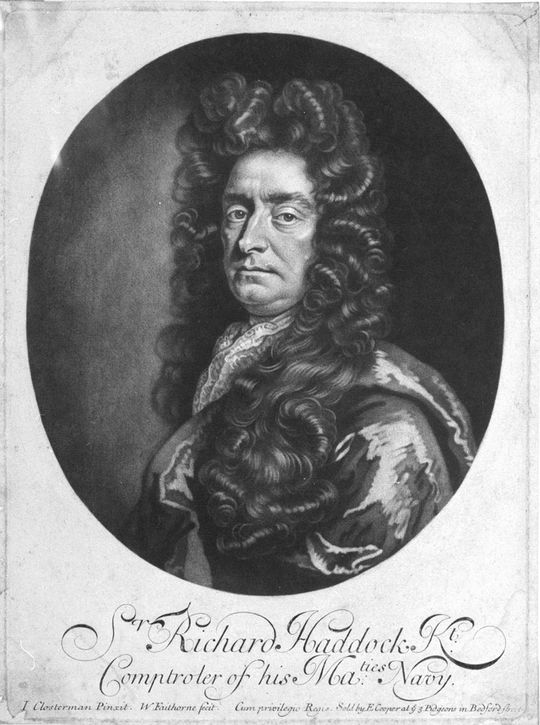
Richard Haddock

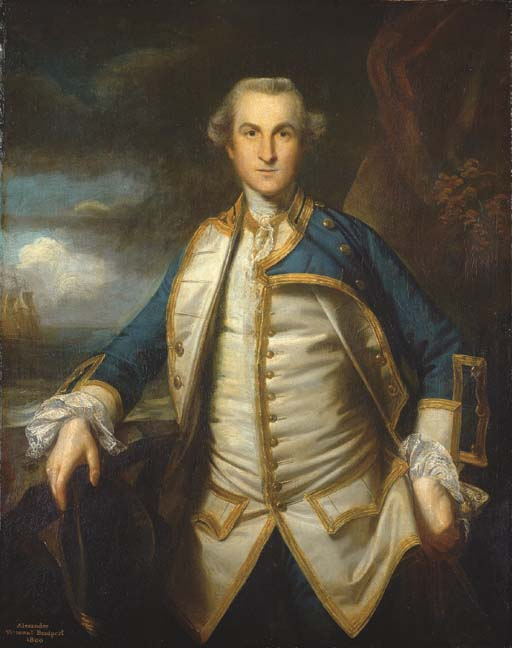
Alexander Hood

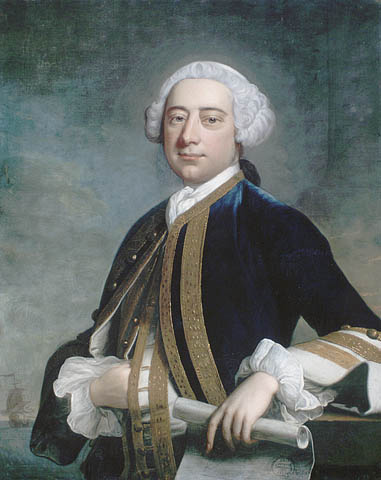
Philip Durell

| Name                         | Beginn der Amtszeit | Ende der Amtszeit  | Bemerkungen    |
| ---------------------------- | ------------------- | ------------------ | -------------- |
| Captain Richard Haddock      | 1. Juni 1682        | 10. Juni 1682      |                |
| Captain Anthony Smith        | 11. Juni 1682       | Ende 1682          |                |
| außer Dienst bzw. aufgelegt  |                     |                    |                |
| Captain Edward Stanley       | 25. April 1689      | 25. Mai 1689       |                |
| Captain Edward Good          | 1690                | 2. Oktober 1690    |                |
| Captain William Wright       | 1692                | ?                  |                |
| Captain Thomas Jennings      | 1692                | 1693               |                |
| Captain John Shovell         | 1693                | 24. Oktober 1695   |                |
| Captain John Worrell         | 27. Januar 1696     | 11. September 1697 |                |
| außer Dienst bzw. aufgelegt  |                     |                    |                |
| Captain James Greenway       | 17. Januar 1702     | 28. Januar 1702    | Second Captain |
| Captain Benjamin Hoskins     | 29. Januar 1702     | 12. Mai 1702       | Second Captain |
| Captain John Cooper          | 13. Mai 1702        | 23. Juni 1702      |                |
| Captain Gerard Ellwes        | 24. Juni 1702       | 20. November 1702  |                |
| Captain Henry Haughton       | 4. Januar 1703      | 21. Januar 1703    |                |
| Captain John Cooper          | 22. Januar 1703     | 25. Juni 1703      | Second Captain |
| Captain Stephen Martin       | 26. Juni 1703       | 20. Januar 1707    |                |
| Captain James Moody          | 22. Dezember 1708   | 6. September 1709  |                |
| außer Dienst bzw. aufgelegt  |                     |                    |                |
| Captain William Parry        | 16. November 1744   | 13. September 1745 |                |
| Captain John Bentley         | 14. April 1746      | 20. Mai 1747       |                |
| Captain Charles Wager Purvis | 5. Dezember 1747    | 19. Juni 1748      |                |
| außer Dienst bzw. aufgelegt  |                     |                    |                |
| Captain Roger Martin         | 4. Februar 1755     | 14. Februar 1755   |                |
| Captain George Rodney        | 14. Februar 1755    | 3. Mai 1756        |                |
| Captain Thomas Brodrick      | 15. Mai 1756        | 4. Juni 1756       |                |
| Captain Alexander Hood       | 10. Juni 1756       | 3. Oktober 1756    |                |
| Captain Philip Durell        | 3. Oktober 1756     | 19. Oktober 1757   |                |
| Captain Stephan Colby        | 19. Oktober 1757    | 2. Dezember 1757   |                |
| Captain Joseph Peyton        | 2. Dezember 1757    | 13. April 1758     |                |

## Bemerkungen
1. ↑  Bei der Berechnung des Gewichtes einer Breitseite kann es zu Unterschieden kommen, da in der damaligen Zeit ein Pfund, je nach Land, unterschiedliche Gewichtswerte hatte. Das französische Livre hatte z. B. ein Gewicht von 489,506 Gramm, während das englische Pound ein Gewicht von 453,592 Gramm hatte.
2. ↑  Bei der Verwendung als Flaggschiff bezeichnet Second Captain oder auch Flag Captain den Schiffskommandanten und First Captain oder Captain of the fleet (siehe Flottenkapitän) den Chef des Stabes.